# Alejandro Actón
Alejandro José Actón, né le 3 juin 1972 à Juan Bautista Alberdi (es) dans la province de Tucumán, est un coureur cycliste argentin.

## Palmarès sur route

### Par année
- 2000
  - 2e de la Rutas de América
- 2001
  - 2e du Tour d'Uruguay
- 2002
  - 2e étape de la Rutas de América
  - 7e et 10e étapes du Tour d'Uruguay
  - 2e du Tour d'Uruguay
- 2003
  - 6e étape du Tour du Chili
- 2004
  - Prologue, 5e et 6e étapes du Tour de Corée
- 2005
  - 1re et 8e étapes du Tour d'Uruguay
  - 3e étape de la Green Mountain Stage Race
  - 3e du Tour d'Uruguay
  - 3e de l'Athens Twilight Criterium
- 2008
  - Vuelta Chaná :
    - Classement général
    - 3e étape

  - 3e du championnat d'Argentine sur route
- 2023
  - 4e étape de la Rutas de América

### Classements mondiaux
| Année            | 2005 | 2006 | 2007 | 2008 |
| ---------------- | ---- | ---- | ---- | ---- |
| UCI America Tour | 45e  | 347e |      | 112e |

## Palmarès sur piste

### Championnats d'Argentine
- 2002
  -  Champion d'Argentine de la course aux points